# Micaela Bouter
Micaela Bouter (ur. 27 października 1995 w Johannesburg) – południowoafrykańska skoczkini do wody, olimpijka z Tokio 2020.

## Życie prywatne
Studiowała biologię na University of Houston. Obecnie mieszka w Londynie.

## Udział w zawodach międzynarodowych
| Impreza                       | Rok  | Miejsce   | Konkurencja                          | Wynik  | Wynik   |
| Impreza                       | Rok  | Miejsce   | Konkurencja                          | Punkty | Miejsce |
| ----------------------------- | ---- | --------- | ------------------------------------ | ------ | ------- |
| Igrzyska olimpijskie          | 2020 | Tokio     | trampolina 3 m indywidualnie         | 216.15 | 26.     |
| Mistrzostwa świata w pływaniu | 2015 | Kazań     | trampolina 1 m indywidualnie         | 227.50 | 22.     |
| Mistrzostwa świata w pływaniu | 2015 | Kazań     | trampolina 3 m indywidualnie         | 258.30 | 27.     |
| Mistrzostwa świata w pływaniu | 2017 | Budapeszt | trampolina 3 m indywidualnie         | 231.40 | 30.     |
| Mistrzostwa świata w pływaniu | 2017 | Budapeszt | trampolina 3 m synchronicznie kobiet | 249.66 | 14.     |
| Mistrzostwa świata w pływaniu | 2019 | Gwangju   | trampolina 3 m indywidualnie         | 233.15 | 35.     |